# Mark Streit
Mark Streit (* 11. Dezember 1977 in Bern) ist ein ehemaliger Schweizer Eishockeyspieler. Der Verteidiger absolvierte insgesamt 820 Spiele für die Montréal Canadiens, die New York Islanders, die Philadelphia Flyers sowie die Pittsburgh Penguins in der National Hockey League, wobei er mit den Penguins im Jahr 2017 den Stanley Cup gewann. Zum Zeitpunkt seines Karriereendes im Oktober 2017 war er Schweizer NHL-Rekordspieler in den Kategorien absolvierte Spiele (786), Tore (96), Vorlagen (338) und Scorerpunkte (434). Neben seiner Zeit in Nordamerika stand Streit auch in fast 500 Partien in der heimischen National League A auf dem Eis und errang dabei 2001 die Schweizer Meisterschaft mit den ZSC Lions. Auf internationalem Niveau vertrat er die Schweizer Nationalmannschaft bei zahlreichen Weltmeisterschaften sowie bei vier Olympischen Winterspielen. Dabei führte er die Eidgenossen regelmässig – wie auch die New York Islanders – als Captain an. Im Jahre 2020 wurde Streit in die IIHF Hall of Fame aufgenommen.

## Karriere
Der Junior des SC Bern begann seine Profi-Karriere 1995 mit 17 Jahren beim HC Fribourg-Gottéron, von wo er 1996 für drei Jahre zum HC Davos wechselte. In dieser Zeit schaffte er den Durchbruch und den Sprung in die Nationalmannschaft.

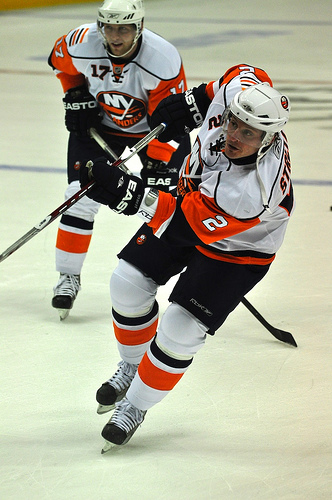
Mark Streit (vorn) mit Teamkollege Thomas Pöck

Nach dem Engagement bei Davos folgte 1999 ein Abstecher nach Nordamerika, wo er für die Utah Grizzlies in der International Hockey League, Tallahassee Tiger Sharks in der East Coast Hockey League und Springfield Falcons in der American Hockey League spielte. Auf die Saison 2000/01 hin wechselte Streit zurück in die Schweiz zu den ZSC Lions, wo er einen Vertrag bis 2007 besass.
Der Kapitän der Schweizer Nationalmannschaft wurde beim NHL Entry Draft 2004 von den Montréal Canadiens in der neunten Runde an Position 262 ausgewählt. Auf die Saison 2005/06 bekam er ein Angebot von den Canadiens. Nach kurzer Zeit spielte er bereits regelmässig und wurde oft auch im Powerplay eingesetzt. Während der Saison bestritt er mehr als die Hälfte der Spiele, in den Playoffs kam er in einem der sechs Spiele zum Einsatz. In der Saison 2006/07 erzielte Streit in 76 Spielen 36 Punkte, davon zehn Tore. Die Canadiens setzten den gelernten Verteidiger vor allem im Sturm als Flügel und im Powerplay ein.
Der Durchbruch in der NHL gelang Streit in der Saison 2007/08, als er in 81 Spielen 13 Tore schoss und 49 Assists gab (62 Scorerpunkte) und schliesslich zum statistisch drittbesten Verteidiger der gesamten NHL wurde.

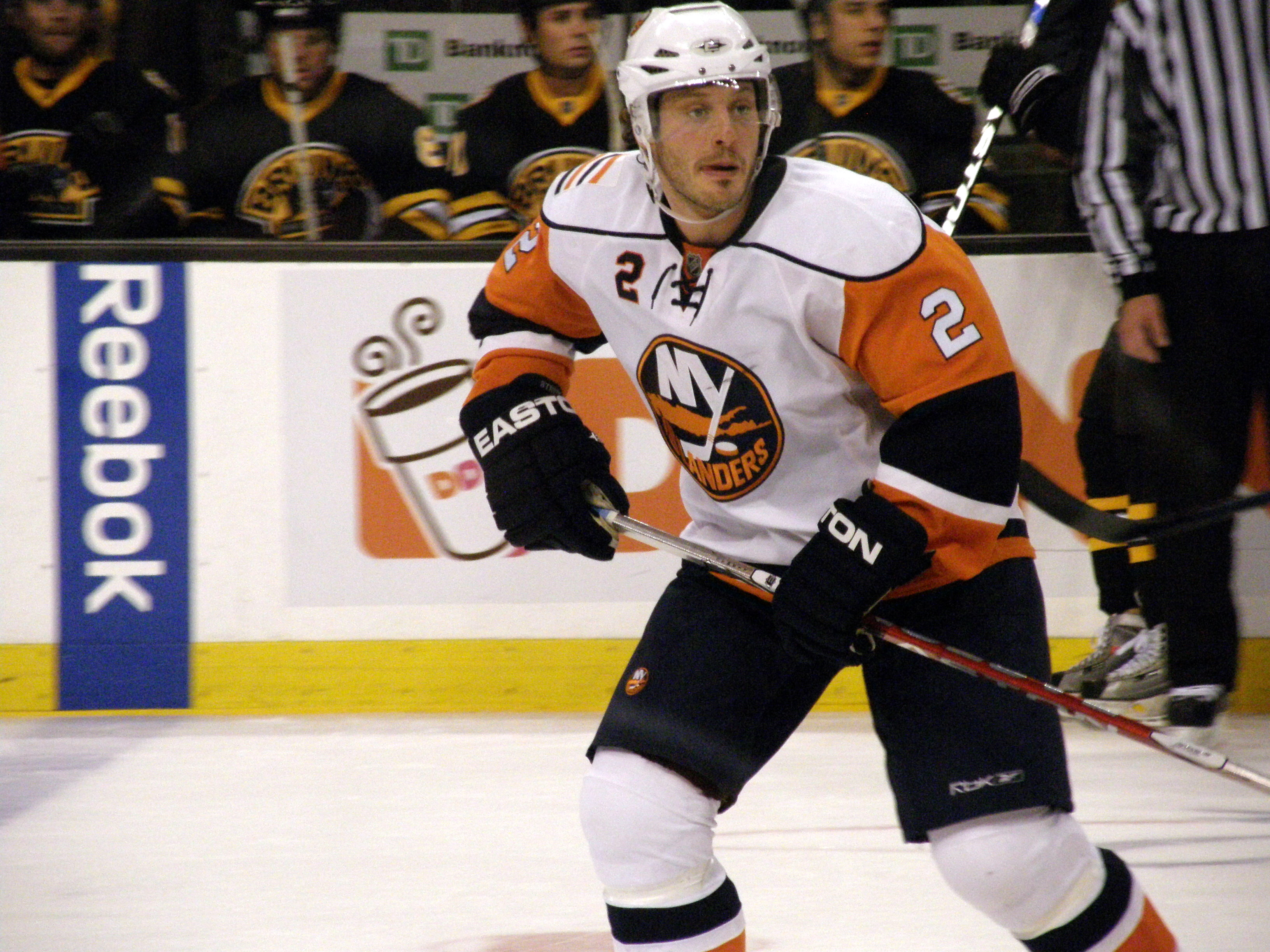
Mark Streit im Trikot der New York Islanders

Anfang Juli 2008 wechselte Mark Streit innerhalb der National Hockey League von den Montréal Canadiens zu den New York Islanders. Der Berner Verteidiger unterschrieb mit dem Team aus Long Island einen mit 20,5 Millionen Dollar dotierten Vertrag über fünf Jahre.
In der Saison 2008/09 war er bereits nach kurzer Zeit der statistisch beste Verteidiger der Islanders, da er auch hier regelmässig spielte und vor allem im Powerplay wichtige Akzente setzte. Streit wurde im Januar 2009 für das NHL All-Star Game nominiert und war damit der erste Schweizer im Spiel der Auswahlmannschaften. Obwohl die Islanders die Playoffs verpassten und in der regulären Saison 78 Tore mehr kassierten, kam Streit auf eine positive Plus/Minus-Bilanz von 6 und war mit seinen 56 Punkten der beste Scorer seiner Mannschaft. Wie auch in der Vorsaison erreichte Streit mit den Islanders auch in der Saison 2009/10 die Playoffs nicht. Jedoch zeigte die Mannschaft deutlich stärkere Leistungen. Streit gehörte zusammen mit Spielern wie John Tavares, Kyle Okposo oder Matt Moulson zu den Leistungsträgern.
Während der Vorbereitung zur Saison 2010/11 verletzte sich Streit an der Schulter schwer und fiel so die gesamte Saison 2010/11 aus.
Während der Vorbereitung zur folgenden Saison wurde Streit zum Captain der Islanders ernannt. Damit war er der erste Schweizer, der Captain eines NHL-Franchise war. Wie schon in den Jahren zuvor konnten die New York Islanders auch in der Saison 2011/12 die Playoffs nicht erreichen. Persönlich vermochte Streit zu überzeugen und sammelte in 82 Spielen 47 Scorerpunkte. Aufgrund des Lockouts in der NHL kehrte er im September 2012 zum SC Bern zurück. Zurück in der NHL, qualifizierte sich Streit zum ersten Mal für die Playoffs mit den New York Islanders. In der ersten Runde scheiterte man jedoch an den Pittsburgh Penguins mit 2:4-Siegen. Wie schon in den vergangenen Saisons war Streit dabei der Verteidiger mit den meisten Scorerpunkten bei den Islanders.
Im Juni 2013 wurde er zu den Philadelphia Flyers transferiert. Anschliessend unterzeichnete Streit einen Vierjahresvertrag im Wert von 21,5 Millionen US-Dollar bei den Philadelphia Flyers. Aufgrund der daraus resultierenden Überschreitung der Salary Cap wurden wenige Tage später sowohl Ilja Brysgalow als auch Daniel Brière vorzeitig aus ihren Verträgen ausbezahlt (buy out), um Platz für Streit zu schaffen.
Seinen ersten Treffer im Dress der Flyers erzielte er am 27. November 2013 auswärts gegen Tampa Bay Lightning. Am Ende der Regular Season 2013/2014 verzeichnete Streit 44 Scorerpunkte (10 Tore und 34 Assists) in 82 Spielen. Die Philadelphia Flyers qualifizierten sich für die Playoffs. Dort unterlagen sie in der ersten Runde den New York Rangers mit 3:4 Siegen, wobei Streit 1 Tor und 2 Assists gelangen.

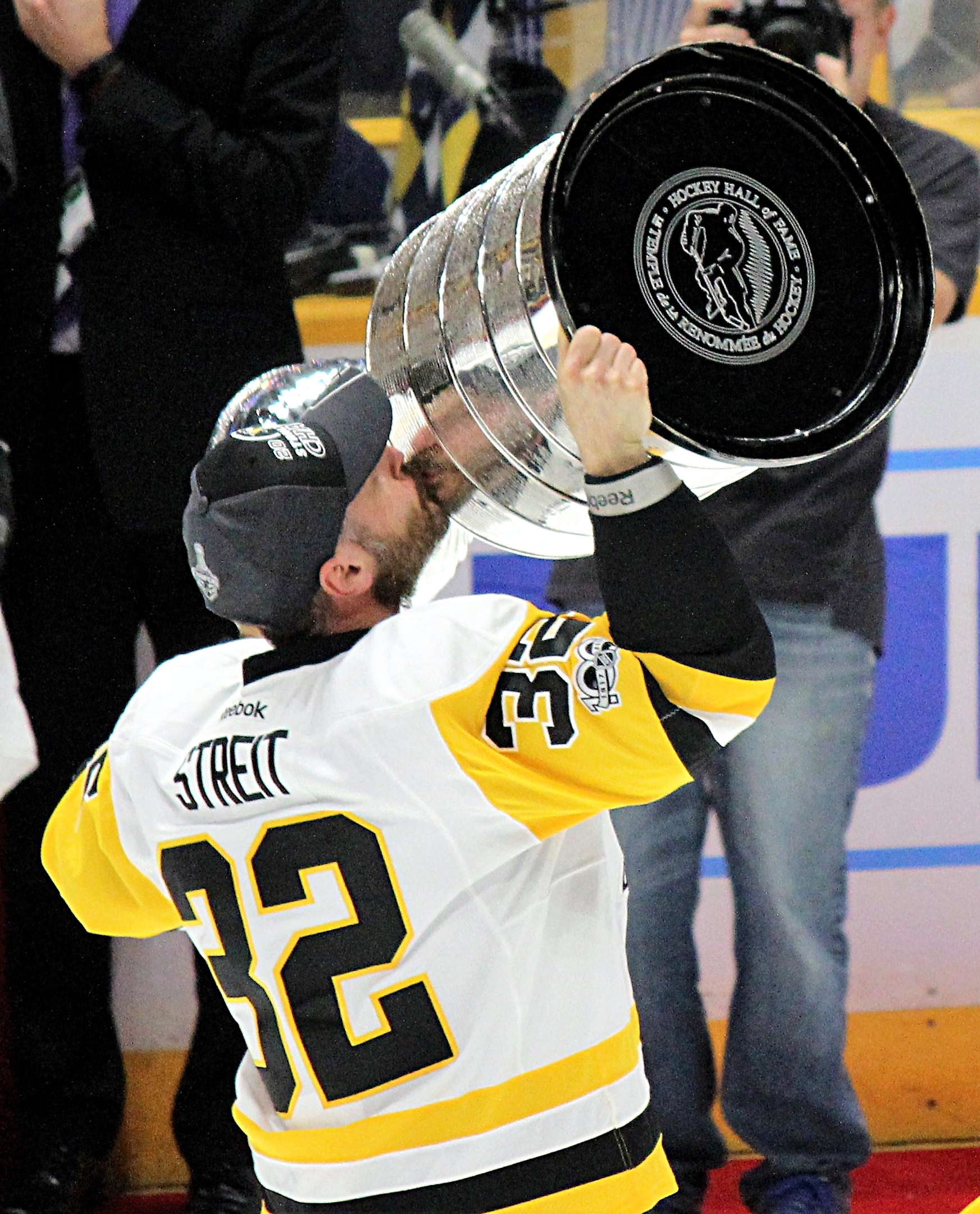
Mark Streit mit dem Stanley Cup, Juni 2017

In der Saison 2014/2015 verpasste Streit mit den Philadelphia Flyers die Playoffs. Persönlich konnte er jedoch überzeugen, so spielte er alle 82 Spiele der regulären Saison, wobei er auf 9 Tore und 42 Assists kam. Ein Jahr später gelang den Flyers die Qualifikation für die Playoffs. In der regulären Saison verpasste Streit 20 Spiele aufgrund einer Verletzung. Schlussendlich absolvierte er 62 Spiele (6 Tore und 17 Assists). In der ersten Playoff-Runde verlor Philadelphia gegen die Washington Capitals mit 2:4 Siegen.
Nach knapp dreieinhalb Jahren in der Organisation der Flyers wurde Streit zur Trade Deadline am 1. März 2017 an die Tampa Bay Lightning abgegeben. Im Gegenzug erhielt Philadelphia Valtteri Filppula sowie ein Viertrunden- und ein erfolgsabhängiges Siebtrunden-Wahlrecht im NHL Entry Draft 2017. Allerdings gaben die Lightning den Schweizer umgehend für ein Viertrunden-Wahlrecht im NHL Entry Draft 2018 an die Pittsburgh Penguins ab. Zudem übernahmen die Lightning noch die Hälfte seines Gehalts, nachdem im vorherigen Geschäft Philadelphia bereits knapp fünf Prozent übernommen hatte.
Mit den Penguins gewann Streit in der Folge den Stanley Cup und wurde auch auf der Trophäe verewigt, obwohl er weder die erforderlichen 41 Spiele der regulären Saison noch ein Finalspiel bestritten hatte. Im Juli 2017 kehrte er als Free Agent zu den Montréal Canadiens zurück und unterzeichnete dort einen Einjahresvertrag, der allerdings bereits im Oktober 2017, nach zwei absolvierten Pflichtspielen, aufgelöst wurde. Wenig später verkündete der Schweizer das Ende seiner aktiven Karriere.
Im Jahre 2020 wählte man Streit in die IIHF Hall of Fame.

«Ich mache nichts halbherzig. Das ist ein Lebensprinzip, das meiner Ansicht nach ganz wesentlich zu Zufriedenheit und Erfolg beiträgt.»

## International
Mark Streit nahm mit der Schweizer Nationalmannschaft an mehreren Weltmeisterschaften teil. Weiter war er auch Mitglied des Schweizer Teams bei den Olympischen Spielen 2002 in Salt Lake City, 2006 in Turin 2010 in Vancouver und 2014 in Sotchi. Streit war mehrere Jahre lang Captain dieser Mannschaft. Insgesamt absolvierte er 200 Länderspiele für die Schweiz, in denen ihm 31 Tore und 60 Assists gelangen. Dabei erhielt er 156 Strafminuten.
Ausserdem vertrat er das Team Europa beim World Cup of Hockey 2016 und belegte dort mit der Mannschaft den zweiten Platz.

## Nach der Spielerkarriere
Anfang März 2018 wurde er als Experte bei Eishockey-Übertragungen des SRF tätig. Am 1. Mai 2020 wurde bekannt, dass er Minderheitsaktionär beim SC Bern sei und sich zukünftig stärker für die Jugendförderung des Clubs einsetzen werde. In der gleichen Zeit liess er sich eine Villa in Muri bei Bern bauen, wo er nun mit seiner Familie lebt.

## Erfolge und Auszeichnungen
| - 1997 All-Star-Team der Junioren-Weltmeisterschaft - 2001 Schweizer Meister mit den ZSC Lions - 2001 Gewinn des IIHF Continental Cup mit den ZSC Lions - 2002 Gewinn des IIHF Continental Cup mit den ZSC Lions - 2005 Bester Verteidiger der Nationalliga A | - 2009 Teilnahme am NHL All-Star Game - 2016 Platz 2 beim World Cup of Hockey - 2017 Stanley-Cup-Gewinn mit den Pittsburgh Penguins - 2020 Aufnahme in die IIHF Hall of Fame |

## Karrierestatistik

### International
| Vertrat die Schweiz bei: - U18-Junioren-Europameisterschaft 1995 - U20-Junioren-Weltmeisterschaft 1996 - U20-Junioren-Weltmeisterschaft 1997 - Weltmeisterschaft 1998 - Weltmeisterschaft 1999 - Weltmeisterschaft 2000 - Weltmeisterschaft 2001 - Olympischen Winterspielen 2002 - Weltmeisterschaft 2002 - Weltmeisterschaft 2003 | - Weltmeisterschaft 2004 - Weltmeisterschaft 2005 - Olympischen Winterspielen 2006 - Weltmeisterschaft 2006 - Weltmeisterschaft 2007 - Weltmeisterschaft 2009 - Olympischen Winterspielen 2010 - Weltmeisterschaft 2012 - Olympischen Winterspielen 2014 - Weltmeisterschaft 2015 | Vertrat Team Europa bei: - World Cup of Hockey 2016 |

(Legende zur Spielerstatistik: Sp oder GP = absolvierte Spiele; T oder G = erzielte Tore; V oder A = erzielte Assists; Pkt oder Pts = erzielte Scorerpunkte; SM oder PIM = erhaltene Strafminuten; +/− = Plus/Minus-Bilanz; PP = erzielte Überzahltore; SH = erzielte Unterzahltore; GW = erzielte Siegtore; 1 Play-downs/Relegation; Kursiv: Statistik nicht vollständig)